# Çələbilər (Bərdə)
Çələbilər è un comune dell'Azerbaigian situato nel distretto di Bərdə. Conta una popolazione di 758 abitanti.